# هری اس. نیو
هری اس. نیو (به انگلیسی: Harry S. New) سناتور سابق عضو حزب جمهوری‌خواه ایالات متحده آمریکا بود. وی در سال ۱۹۱۷ تا ۱۹۲۳ میلادی سناتور ایالت ایندیانا در سنای ایالات متحده آمریکا بود.